# Mistrzostwa Afryki w Piłce Siatkowej Mężczyzn 2003
XIV Mistrzostwa Afryki w piłce siatkowej mężczyzn odbyły się po raz czwarty w historii w Kairze w Egipcie, w sumie Egipt był gospodarzem piątego turnieju o mistrzostwo Afryki. W mistrzostwach wystartowało 8 reprezentacji. Reprezentacja Kamerunu zdobyła swój ósmy złoty medal mistrzostw Afryki w historii. W mistrzostwach zadebiutowała reprezentacja Rwandy.

## Klasyfikacja końcowa
| Miejsce | Reprezentacja                 |
| ------- | ----------------------------- |
|         | Tunezja                       |
|         | Egipt                         |
|         | Kamerun                       |
| 4.      | Algieria                      |
| 5.      | Maroko                        |
| 6.      | Demokratyczna Republika Konga |
| 7.      | Południowa Afryka             |
| 8.      | Rwanda                        |